# 马来西亚基督教
马来西亚基督教是东正教、天主教、新教的总称，是馬來西亞五大宗教谘询理事会成员之一。信徒占馬來西亞总人口9.2％（2010年人口普查），73.2%的信徒聚居在东马，26.8%信徒則聚居在西马半岛。
马来西亚主要基督宗派，有天主教和新教的信义会、长老会、圣公会、浸信会、地方召會、卫理会、神召会、弟兄会，独立教会等等。新教最多的宗派信徒是卫理会，其次是长老会。

## 歷史
1511年，葡萄牙入侵马六甲带来了天主教。1641年，荷兰人占领马六甲，把葡萄牙人驱赶出去，天主教因此无法继续推广，而荷兰人同时引进了归正基督教。1710年，荷兰人让天主教徒恢复彌撒後，教徒在马六甲建立了全马来亚第一间天主教堂：圣彼得堂，这教堂维持至今，是馬來西亞最古老的教堂。1786年，英国人开辟槟榔屿，也在1795年從荷蘭人手中接管馬六甲 。1815年，英国伦敦传道会(LMS)正式差派米怜牧师(William Milne)前来马六甲建设宣教站，1860年，開放弟兄會進入馬來亞。1885年，衛理公會也隨著到來。長老會則主要是通過在柔佛的華人教會，檳城、怡保和吉隆坡的外國人教會成長起來。 聖公會和天主教於1882年在英屬北婆羅洲成立後來到北婆羅洲。例如天主教的米爾山宣教機構(Mill Hill Missionaries)，主要是集中在華人和土著社區，如卡达山-杜顺人。1882年，崇真會开始向沙巴派遣传教士。移民也是基督教傳播的一個重要因素。中國的義和團起義後，從中國來的移民人數有所增加，特別是實力雄厚的中國衛理公會。1936年，信徒較少的瑪多瑪敘利亞東方正統教會(Mar Thoma Syrian Church)從印度喀拉拉邦海岸遷移到大馬，在此建立教堂。在砂拉越，白人拉惹（Rajah Brooke）於1847年開始支持英國聖公會，後來也接納了天主教徒。 1928年，澳大利亞的婆罗洲宣教教会開始用有限的資源開展宣教工作，成就了今天馬來西亞最大的本土教堂 - 婆羅洲基督教堂）。

## 人口数据

### 性別
2010年人口和房屋普查报告提供了以下统计：
| 性別 | 人數      | 比率   |
| ---- | --------- | ------ |
| 男性 | 1,323,851 | 50.58% |
| 女性 | 1,293,308 | 49.42% |

### 种族
2010年人口和房屋普查报告提供了以下统计：
| 种族         | 人數      | 比率  |
| ------------ | --------- | ----- |
| 土著         | 1,549,193 | 59.2% |
| 華裔         | 706,479   | 26.9% |
| 印度裔       | 114,281   | 4.4%  |
| 其他(非公民) | 247,206   | 9.5%  |

### 州属与区域
2010年人口和房屋普查报告提供了以下统计（包括非公民）:
| 州属       | 人数      | % 的人口 |
| ---------- | --------- | -------- |
| 柔佛       | 111,124   | 4.3%     |
| 吉打       | 15,074    | 0.6%     |
| 吉兰丹     | 4,375     | 0.2%     |
| 马六甲     | 24,863    | 0.94%    |
| 森美兰     | 24,523    | 0.9%     |
| 彭亨       | 27,940    | 1.07%    |
| 霹靂州     | 100,463   | 3.8%     |
| 玻璃市     | 1,308     | 0.05%    |
| 槟城       | 80,035    | 3.1%     |
| 沙巴       | 853,726   | 32.6%    |
| 砂拉越     | 1,052,986 | 40.2%    |
| 雪兰莪     | 209,745   | 8%       |
| 登嘉楼     | 2,269     | 0.09%    |
| 联邦直辖区 | 人数      | % 的人口 |
| 吉隆坡     | 97,241    | 3.7%     |
| 纳闽       | 10,788    | 0.4%     |
| 布城       | 627       | 0.02%    |

## 知名基督徒

### 企业
- 杨忠礼（已故）
- 杨肃斌
- 东尼费南德斯
- 张晓卿
- 郑福成

### 政治
- 江作漢（前紅土坎國會議員）
- 李志亮（前金寶國會議員）
- 陈群川（前白沙羅區國會議員，第五任马华公会总会长）
- 麥西慕（現任哥打馬魯都國會議員）
- 馬可斯莫吉高（前布打丹國會議員）
- 柏納東博（前兵南邦國會議員）
- 艾溫依賓（前蘭瑙國會議員）
- 百林吉丁岸（前根地咬國會議員）
- 佐瑟古律（前任冰廂岸國會議員）
- 曾道玲（前三脚石國會議員）
- 葉娟呈（前斗湖國會議員）
- 諾格坤柏（前瑪士加汀國會議員）
- 詹姆士達弗（前曼望國會議員）
- 利察烈（現任西連區國會議員）
- 瑪瑟古札（現任詩里阿曼國會議員）
- 威廉雅勞（前魯勃安都國會議員）
- 道格拉斯乌加恩巴斯（現任木中區國會議員）
- 威廉瑪旺（前砂拉卓國會議員）
- 佐瑟沙朗（前如樓國會議員）
- 艾倫達干（現任加拿逸區國會議員）
- 佐瑟恩杜魯（前實蘭溝國會議員）
- 阿歷山大南達林奇（現任加帛國會議員）
- 亨利松艾貢（現任老越國會議員）
- 傑菲里吉丁岸（現任根地咬国会議員）
- 沈志强（現任大山脚國會議員）
- 沈志勤（現任峇央峇魯國會議員）
- 倪可敏（現任安顺國會議員）
- 倪可汉（現任木威國會議員）
- 王建民（現任万宜國會議員）
- 查爾斯聖地亞哥（現任巴生國會議員）
- 林立迎（現任甲洞國會議員）
- 杨巧双（現任泗岩沫國會議員）
- 方贵伦（現任武吉免登國會議員）[來源請求]
- 郭素沁（現任士布爹國會議員）
- 陈国伟（現任蕉賴國會議員）
- 杨美盈（現任峇吉里國會議員）
- 鍾少雲（現任地不佬國會議員）
- 蔡锐明（前峇吉里國會議員）[5]
- 黃天发（前山打根國會議員）
- 黄诗怡（现任山打根國會議員）
- 黃仕平（前亞庇國會議員）
- 達勒雷京（現任兵南邦國會議員）
- 馬迪烏斯登敖（現任斗亞蘭國會議員，与希盟合作）
- 陳國彬（前實淡賓區國會議員）
- 劉強燕（現任南蘭國會議員）
- 黄和联（前詩巫國會議員）
- 黄灵彪（现任泗里街國會議員）
- 林財耀（现任詩巫國會議員）
- 巴魯比安（現任實蘭溝国會議員）
- 張有慶（現任美里國會議員）

### 娱乐
- 品冠
- 光良
- 陳威全
- 林宇中
- 汤小康
- 张栋梁
- 方泂镔
- 巫启贤
- 关德辉
- 林静苗
- 林佩琦
- 庄惟翔
- 钟盛忠
- 钟晓玉

### 运动员
- 赖洁敏（大马羽坛混双球员）
- 妮科大衛（大馬壁球公主）

### 音乐人 / 教授
- 周俊威碩士    (制作人, 键盘手，曾任教于国际音乐学院 "ICOM", 林国荣创意工艺大学和新加坡莱佛仕音乐学院）
- 楊佩絲博士（小提琴家, 任教于马来西亚卫生与环境大学）